# Al-Masadd
A sura Al-Masadd ou Al-Lahab (língua árabe: سورة اللهب) que significa O Esparto ou A Chama é o 111 sura do Alcorão, com 5 ayats. Trata-se de uma sura de Meca.
Árabe:

تَبَّتْ يَدَا أَبِي لَهَبٍ وَتَبَّ ١   

مَا أَغْنَى عَنْهُ مَالُهُ وَمَا كَسَبَ ٢   

سَيَصْلَى نَارًا ذَاتَ لَهَبٍ ٣   

وَامْرَأَتُهُ حَمَّالَةَ الْحَطَبِ ٤   

فِي جِيدِهَا حَبْلٌ مِّن مَّسَدٍ ٥  
Transliteração:

1 Tabbat yada Abi Lahabin watabb   

2 Ma aghna anhu maluhu wama kasab   

3 Sayasla naran zata lahab  

4 Wamraatuhu hammalatal hatab   

5 Fi jidiha hablun min masad

Tradução:

1 Que pereçam as mãos de Abu Lahab e com certeza perecerão

2 E de nada lhe valerão os seus bens e tudo mais q conseguiu adquir.

3 Entrará no fogo flamígero 

4 E a sua espoda, a portadora da lenha,

5 Trará, no pescoço, uma corda de esparto.